# Гимназијум
Гимназијум или гимназиј (лат. gymnasium) је представљао спортску институцију на подручју античке Грчке. Реч гимназијум је латинизовани облик грчке речи (грч. γυμνάσιον вежбање, вежбалиште) (gymnasion), односно, гимнастичке школе.
То је била грчка јавна институција која се користила у античко доба за вежбања духа и тела. Архитектонски склоп зграда састојао се од пространих комплекса вежбалишта, тркалишта, тремова, засада, купатила и помоћних зграда. У њима су се одгајала и гола вежбала грчка мушка омладина, односно, ефеби. Гимназијумом је управљао гимназијарх, о моралном понашању бринуо је софронист, док је надзор над гимнастичким васпитањем имао гимназијаст. Надзор гимназијума је био поверен јавним службеницима одговорним за вођење спортских игара на јавним приредбама. У гимназијумима су се касније одржавала предавања и расправе о филозофији, књижевности и музици, а у близини њих су биле јавне библиотеке. Језгру гимназијума представљао је простор који се звао палестра. 
Остаци гимназијума сачувани су на подручју античких Делфа, Помпеје, Александрије, Хијераполиса и Пергама, као и у многим другим античким градовима. Гимназији и палестре су биле под заштитом и покровитељством богова Херакла и Хермеса, док је у Атини то био Тезеј.
По гимазијумима данас се средње школе зову гимназије. 